# شهرستان شانگنان
شهرستان شانگنان (به لاتین: Shangnan County) یک شهرستان‌های جمهوری خلق چین در چین است که در شانگلو واقع شده‌است.
 شهرستان شانگنان ۲٬۳۰۷ کیلومتر مربع مساحت و ۲۳۰٬۰۰۰ نفر جمعیت دارد.